# Kütahya (tartomány)
Kütahya tartomány Törökország egyik tartománya az Égei-tengeri régióban; székhelye Kütahya városa. Északon Bursa és Bilecik, nyugaton Balıkesir, délnyugaton Manisa, délen Uşak, délkeleten Afyon, keleten pedig Eskişehir határolja.

## Körzetei
A tartománynak tizenhárom körzete van:
- Altıntaş
- Aslanapa
- Çavdarhisar
- Domaniç
- Dumlupınar
- Emet
- Gediz
- Hisarcık
- Kütahya
- Pazarlar
- Şaphane
- Simav
- Tavşanlı